# Carausius rotundatolobatus
Carausius rotundatolobatus är en insektsart som beskrevs av Brunner von Wattenwyl 1907. Carausius rotundatolobatus ingår i släktet Carausius och familjen Phasmatidae. Inga underarter finns listade.